# 鄉土劇
鄉土劇指描述鄉間、農村土地的戲劇，例如以種米、採茶、釀酒為背景的戲劇，也可以指擁有濃厚的當地風俗的戲劇。

## 台灣
在臺灣，「鄉土劇」是早期台灣對所有以非國語（華語）發音戲劇的泛稱，後因眾多藝人及民眾認為「鄉土劇及本土劇」太過貶低，且大多劇組拍攝題材已經不是擁有濃厚風俗的題材了，因而現已改稱「台劇」，指在台灣本土拍攝、製作、故事場景發生在台灣的時裝劇，播出時間多半在週一至週五晚間的八點檔連續劇。
「台劇」捧紅眾多演員，以下為知名台劇一哥一姐
早期：陳昭榮、王識賢、江宏恩、張晨光、霍正奇、黃維德、葉全真、張鳳書、江祖平、方馨、陳美鳳
近年：黃少祺、謝承均、陳冠霖、柯叔元、傅子純、李燕、韓瑜、曾莞婷、陳珮騏、王瞳、蘇晏霈
另有李政穎、王振復、劉至翰、蔡東威、黃文星、
林韋君、吳婉君、高宇蓁、連靜雯、周幼婷、廖苡喬
江俊翰、陳志強、王宇婕等藝人，因此「台劇」也有著一線藝人製造機的美稱。

### 台語（台灣閩南語）
早年並不流行此種分類，普遍都以「台語連續劇」來稱呼；主要時段只限於晚間新聞之前七點至七點半的時段（早期台語劇以中視之作品居多），全劇都以台語發音，多半以描述窮困的市井小民們求生存，或鄉下人家富有人情味且相互扶持的故事為主。不過由於當時國民黨政府，實行語言政策所造成的不平等，使得此種類型戲劇不受電視台高層重視，而對其所撥入的製作費用有限，以致品質不佳，間接使台語戲劇蒙受歧視。
1990年代初，臺灣社會逐漸解禁，由華視所拍攝的《愛》首先挑戰八點檔的藩籬（1992年2月6日至1992年4月29日播出續集《緣》，全劇共60集。），開啟數十年來臺灣電視史的語言禁忌，收視率大受好評，進而影響其它電視台也開始拍攝台語，或台語/華語雙聲類型的戲劇題材。譬如由台視於1988年播出的《悲歡歲月》，包含汪笨湖同名小說所改編的《草地狀元》與1992年由中視播出的《廈門新娘》等等。除此之外，還有1995年推出的《驚世媳婦》以及1996年5月6日所播出的《第一世家》。
後來更由於臺灣第四家無線電視台——民視的成立和有線電視頻道的普及化（主要為三立台灣台與慈濟大愛電視的台語劇作品），臺灣電視圈生態大為扭轉。
進入2000年代，台語連續劇在民視、三立等台攝製的多部賣座劇帶動下，創造一種以當代家庭或企業的複雜糾紛為骨幹，加入部分黑社會情結，內容強調人情、利益衝突的劇種，在臺灣大眾文化中引起風潮，民視、三立台灣台八點檔連續劇收視率長年居戲劇類之冠。代表作包括：
三立台灣台三部曲：2001《台灣阿誠》、2002《台灣霹靂火》、2004《台灣龍捲風》，以及經典戲劇如下：
2005《金色摩天輪》、2006《天下第一味》、2007《我一定要成功》、2008《真情滿天下》、2009《天下父母心》、2010《家和萬事興》、2011《牽手》、2012《天下女人心》、2013《世間情》、2015《甘味人生》、2018《金家好媳婦》、2018《炮仔聲》、2020《天之驕女》、2023《天道》、2024《願望》等經典鄉土劇。
民視代表作包括：1997《菅芒花的春天》、1998《春天後母心》、2000《長男的媳婦》、2000《飛龍在天》、2001《情義》、2002《世間路》、2002《不了情》、2003《日正當中》、2003《青龍好漢》、2004《意難忘》、2006《愛》、2008《娘家》、2009《夜市人生》、2012《風水世家》、2014《龍飛鳳舞》、2014《嫁妝》、2016《春花望露》、2018《大時代》、2019《多情城市》、2021《黃金歲月》、2023《愛的榮耀》等經典鄉土劇。

### 國語（現代標準漢語）
近年來，電視臺也製播了不少以國語為主要語言的鄉土劇，主要是講述早期眷村在地生活的感人故事，例如《鋤頭博士》、《再見，忠貞二村》與《光陰的故事》等都因引起廣大觀眾共鳴、收視率不俗與製作精細而廣受好評。

## 香港
鄉土劇在香港是描述民國時期農村生活奮鬥的辛苦、情愛故事等，大部分是農村、土地的故事配上鄉土情懷。
源於1980年，麗的電視（亞洲電視前身）動員全台資源拍攝蕭若元編寫的《大地恩情》三部曲系列，以清末農村為背景，由農村社會瓦解、清朝倒台、袁世凱稱帝、五四運動至直皖戰爭。
其他例子包括無綫電視的《茶是故鄉濃》、《酒是故鄉醇》、《情濃大地》、《大醬園》；亞洲電視的《我來自潮州》、《我來自廣州》

## 新加坡
鄉土劇是指在新加坡制作的长寿连续剧与在马来西亚制作的连续剧。如《小娘惹》、《甘榜情》與《阿娣》。